# Strumigenys wheeleriana
Strumigenys wheeleriana (лат.) — вид мелких муравьёв рода Strumigenys из трибы Attini (ранее в Dacetini, подсемейство Myrmicinae).

## Распространение
Южная Америка: Венесуэла, Гондурас, Колумбия, Коста-Рика, Панама.

## Описание
Длина коричневатого тела от 1,8 до 2,2 мм, длина головы от 0,54 до 0,58 мм. Плечевые волосы переднеспинки тонкие, жгутиковидные. Мезонотум с одной парой коротких торчащих простых волосков. Верхние поверхности петиоля, постпетиоля и брюшка в рассеянных коротких торчащих простых волосках. Переднеспинка большей частью гладкая, с поверхностными остатками сетчатой скульптуры. Мезонотум, проподеум не сетчато-пунктированные. Внутри группы Strumigenys appretiata четыре вида (wheeleriana, Strumigenys halosis, Strumigenys raptans, Strumigenys glenognatha) сочетают наличие отчетливой вентральной постпетиолярной губчатой доли с очень короткими базигастральными костулами (намного короче дорсальной длины диска постпетиоля), нескульптурным первым тергитом брюшка и наличием плечевых волосков. Из этих четырёх только у wheeleri латеральные черешковые доли петиоля редуцированы до мельчайших косых кутикулярных зубцов, которые выглядят как крошечные шипы и ограничены крайними заднелатеральными углами бугорка при виде сверху. У остальных трёх видов лопасти маленькие, треугольные или тупо закругленные, пластинчатые и полупрозрачные, либо слабо губчатые. Усики 6-члениковые. Скапус усика очень короткий, дорзо-вентрально сплющенный. Мандибулы короткие субтреугольные с 5—7 мелкими зубцами. Стебелёк между грудкой и брюшком состоит из двух члеников: петиолюса и постпетиолюса (последний четко отделен от брюшка), жало развито, куколки голые (без кокона). Предположительно, хищный вид, охотится как и близкие виды на мелкие виды почвенных членистоногих. Вид был впервые описан в 1944 году под именем Glamyromyrmex wheeleri Smith M. R., 1944, но после перевода в состав рода Strumigenys оно оказалось омонимично с более старым переведённым туда же видом Epitritus wheeleri Donisthorpe, 1916, и поэтому в 2000 году его имя заменено на новое название Strumigenys wheeleriana Baroni Urbani, 2007.
Включён в состав видовой группы Strumigenys appretiata вместе с несколькими американскими видами (Strumigenys appretiata, S. deinomastax, S. xenochelyna, S. raptans, S. glenognatha, S. siagodens, S. teratrix, S. hadrodens, S. halosis).